# Capitalia
 (juillet 2008).
Si vous disposez d'ouvrages ou d'articles de référence ou si vous connaissez des sites web de qualité traitant du thème abordé ici, merci de compléter l'article en donnant les références utiles à sa vérifiabilité et en les liant à la section « Notes et références ».
Capitalia est un groupe bancaire créé en juillet 2002 à la suite de la fusion-absorption de Bipop-Carire par Banca di Roma. Le groupe basé à Rome est devenu le quatrième groupe bancaire italien, et le troisième acteur de l'assurance-vie italienne après la création d'une filiale commune avec la branche assurance du groupe Fiat, Toro Assicurazioni (it).

## Histoire
La Banca di Roma était elle-même née en 1992 de la fusion de deux grandes banques historiques de l'Italie : le Banco di Santo Spirito fondé en 1605 par le Pape Paul V et du Banco di Roma ainsi que de la Cassa di Risparmio di Roma.
En janvier 2004, à la suite de l'affaire Parmalat, la banque Capitalia annonce un programme de remboursement de ses clients désabusés, un programme de 60 millions d'euros. Les pertes sont estimées à 484 millions d'euros pour la banque. Calisto Tanzi, alors président de Parmalat, accuse Cesare Geronzi, alors président de Capitalia, de l'avoir forcé à acheter plusieurs sociétés à des prix surgonflés.
En mai 2007, Capitalia est rachetée par le groupe Unicredit, le principal groupe bancaire italien, pour 22 milliards d'euros. Cette opération a fait monter la capitalisation du groupe Unicredit à 100 milliards d'euros, juste derrière le leader européen HSBC,.

## Filiales
- Banca di Roma
- Banco di Sicilia
- Bipop Carire
- MCC
- Fineco

## Actionnariat avant le rachat parUnicredit
- ABN AMRO : 7.68%
- Fondazione Cassa di Risparmio di Roma : 7.186%
- Fondazione Manodori : 3.884%
- Libian Arab Foreign Bank : 5.000%
- Premafin Finanziaria (Fondiaria Sai) : 3.110%
- Regione Siciliana : 3.357%
- Generali : 2.350%
- Fondazione Banco Di Sicilia : 3.227%
- Banque Cariverona : 2,208%
- Jp Morgan Chase & Co Corporation : 2.001%

Données communiquées à la Consob avant l'absorption par Unicredit en 2007.